# Stephen Gregory (Schauspieler)
Stephen Gregory (* 11. Februar 1965 in Manhasset, Long Island, New York) ist ein US-amerikanischer Filmschauspieler.

## Leben
Gregory wuchs als jüngster von insgesamt sieben Geschwistern in New York auf, wo er in einer katholischen Schule ausgebildet wurde. Er schrieb sich zunächst an der New York University, brach diese jedoch ab, um Schauspiel zu studieren; seine Lehrer waren anderem Stella Adler und Roy London. 1985 erfolgte sein Schauspieldebüt in Cary Medoways Filmkomödie „Zurück aus der Vergangenheit“. Danach zog er nach Los Angeles, wo er in einigen bis heute bekannten Fernsehserien als Gastdarsteller verpflichtet werden konnte.
Nach dem Mord an seiner Exfreundin Rebecca Schaeffer, mit der er noch ein freundschaftliches Verhältnis gepflegt hatte, kündigte er 1991 nach drei Jahren, die er an der Seifenoper Schatten der Leidenschaft gearbeitet hatte, seinen Vertrag, und zog sich ins Privatleben zurück. Er begann daraufhin bei einer Filmproduktionsgesellschaft als Medienberater zu arbeiten, ehe man erst knapp 13 Jahre später, 2004, auf ihn aufmerksam wurde, und für die Actionserie Law & Order: New York casten konnte.

## Filmografie
- 1985: Zurück aus der Vergangenheit (The Heavenly Kid)
- 1987: Chefarzt Dr. Westphall (Fernsehserie, St. Elsewhere)
- 1987: 21 Jump Street – Tatort Klassenzimmer (Fernsehserie, 21 Jump Street)
- 1987–1988: Jung und Leidenschaftlich – Wie das Leben so spielt (Fernsehserie, As the World Turns)
- 1988: Raumschiff Enterprise: Das nächste Jahrhundert (Fernsehserie, Star Trek: The Next Generation)
- 1988: Die glorreichen Zwei (Fernsehserie, Houston Knights)
- 1988–1990: Schatten der Leidenschaft (Fernsehserie, The Young and the Restless)
- 2004–2011: Law & Order: New York (Fernsehserie, Law & Order: Special Victims Unit)